# Industribanken i Finland
Industribanken i Finland Ab (finska: Suomen teollisuuspankki Oy) var en finländsk kreditanstalt. 
Industribanken, som hade sitt säte i Helsingfors, grundades 1924. Industribanken, som i början av 1980-talet var Finlands största hypoteksinrättning, fusionerades 1998 med sitt dåvarande moderbolag Merita Bank (som efter ytterligare fusioner blev Nordea år 2000).